# رود دن، ابردین‌شیر
رود دن، ابردین‌شیر رودی است که به دریای شمال می‌ریزد. این رود از کشور بریتانیا می‌گذرد.